# Carl Koechlin (homme politique, 1856-1914)
Pour les articles homonymes, voir Carl Koechlin.
Carl Koechlin, prononcé ke'klɛ̃, né le 5 novembre 1856 à Bâle et mort le 2 février 1914 dans la même ville, est une personnalité politique suisse, membre du parti libéral-démocratique.

## Biographie
Fils d'Alphons Koechlin, il travaille dans la fabrique chimique de son oncle Johann Rudolf Geigy-Merian (de), dont il devient directeur commercial et associé, puis membre du conseil d'administration de l'entreprise dès que celle-ci fut transformée en société anonyme en 1901.
Conseiller national de 1897 à 1902, il contribue à la préparation de la loi sur la Banque nationale et à l'introduction des paiements par chèques postaux. Il est également membre du tribunal civil de Bâle de 1893 à 1900 et président de la Société d'utilité publique de la Bâle de 1896 à 1897, et cofondateur de l'Association ouvrière sociale protestante.
Membre de la Chambre bâloise du commerce de 1898 à 1913, qu'il préside à partir e 1906, Carl Koechlin est membre des conseils d'administration des Chemins de fer fédéraux suisses (CFF) de 1893 à 1895 et de la Banque nationale suisse de 1906 à 1907.
Marié à Elisabeth Iselin, il est le père d'Alfons Koechlin et de Carl Koechlin, ainsi que le beau-père de Karl August Burckhardt.
Il est divisionnaire dans l'armée suisse.

## Pour approfondir